# Kesteven 79
Kesteven 79, abreviado como Kes 79 y llamado también SNR G033.6+00.1, G33.6+0.1, 4C 00.70 y AJG 90, es un resto de supernova situado en la constelación de Aquila. Fue descubierto en 1975 a partir de análisis de radiofuentes del cielo.

## Morfología
La morfología de Kesteven 79, en banda de radio, es una cáscara de 10 minutos de arco de diámetro con el borde oeste redondo y el borde este deformado; además, se caracteriza por tener múltiples capas concéntricas o filamentos. En rayos X, las primeras observaciones llevadas a cabo con el satélite ROSAT mostraron que la mayor parte de la emisión difusa de rayos X proviene de una región interior brillante y que algo de emisión tenue de rayos X se extiende a la región externa. Posteriores observaciones con el satélite Chandra revelaron ricas estructuras —con muchos filamentos—, una protuberancia, y una temperatura constante —de unos 8 000 000 K— a lo largo de todo el resto de supernova.
Por todo ello, Kesteven 79 está catalogado como un remanente de morfología mixta, es decir, en banda de radio aparece como una cáscara hueca mientras que en rayos X es un objeto lleno y centralizado.
Los estructura de rayos X de Kesteven 79 es consistente con un modelo de dos temperaturas: un plasma en equilibrio de ionización por colisión y un plasma ionizado no en equilibrio cuya temperatura es más alta.
Existe evidencia de que Kesteven 79 está asociado con una nube molecular densa, con la que está interaccionando.
Se ha identificado gas molecular y atómico interactuando con Kesteven 79; dicho gas muestra una buena correspondencia espacial con la concha de radio y rayos X de este resto de supernova.

## Remanente estelar
Kesteven 79 alberga un objeto central compacto (CCO), denominado PSR J1852+0040. Catalogado como un púlsar de rayos X, tiene un período de 105 ms y posee un débil campo magnético.
Su luminosidad, en la banda de rayos X de 0,3 – 8 keV, es de 7 × 1033 erg/s, cuatro veces mayor que la del CCO de Casiopea A.
Por otra parte, al sur de Kesteven 79 se ha  encontrado un magnetar, 3XMM J185246.6+003317, a una distancia similar a la de Kesteven 79.
Se estima que el progenitor de Kesteven 79 tenía entre 15 y las 20 masas solares —de acuerdo a un estudio— o entre 30 y 40 masas solares —de acuerdo a otros—. Se ha especulado que su tipo espectral pudo ser O9.

## Edad y distancia
Kesteven 79 tiene una edad estimada de 8300 ± 500 años. No existe consenso en cuanto a la distancia que se encuentra Kesteven 79, con un rango de valores entre 3500 y 7100 pársecs; un trabajo más reciente sitúa este resto de supernova a 5500 pársecs aproximadamente. Su radio es de 8 pársecs.